# Vinni Triboulet
Vinni Dugary Triboulet (Douala, 18 giugno 1999) è un calciatore camerunese con cittadinanza francese, attaccante del Botev Plovdiv.

## Carriera
Cresciuto nel settore giovanile del Nancy, esordisce in prima squadra il 30 novembre 2018, nella partita di Ligue 2 vinta per 1-2 contro l'Orléans, segnando la rete del vantaggio dei biancorossi. Il 19 dicembre seguente firma il primo contratto professionistico, valido fino al 2022. Il 2 settembre 2019 viene ceduto a titolo temporaneo al Virton, facendo tuttavia ritorno al Nancy nel successivo mese di gennaio dopo aver collezionato soltanto una presenza con i belgi, a causa di divergenze tra la società e l'allenatore.
Rimasto svincolato dopo la scadenza del contratto col Nancy, il 25 ottobre 2022 viene tesserato dal Beroe. L'8 agosto 2024 si trasferisce al Botev Plovdiv.

## Statistiche

### Presenze e reti nei club
Statistiche aggiornate al 16 novembre 2024.
| Stagione             | Squadra         | Campionato      | Campionato | Campionato | Coppe nazionali | Coppe nazionali | Coppe nazionali | Coppe continentali | Coppe continentali | Coppe continentali | Altre coppe | Altre coppe | Altre coppe | Totale | Totale | Totale |
| Stagione             | Squadra         | Comp            | Pres       | Reti       | Comp            | Pres            | Reti            | Comp               | Pres               | Reti               | Comp        | Pres        | Reti        | Pres   | Reti   |        |
| -------------------- | --------------- | --------------- | ---------- | ---------- | --------------- | --------------- | --------------- | ------------------ | ------------------ | ------------------ | ----------- | ----------- | ----------- | ------ | ------ | ------ |
| 2018-2019            | Nancy           | L2              | 12         | 2          | CF+CdL          | 3+0             | 0               | -                  | -                  | -                  | -           | -           | -           | 15     | 2      |        |
| sett. 2019-gen. 2020 | Virton          | D2              | 1          | 0          | CB              | -               | -               | -                  | -                  | -                  | -           | -           | -           | 1      | 0      |        |
| 2020-2021            | Nancy           | L2              | 33         | 4          | CF              | 1               | 0               | -                  | -                  | -                  | -           | -           | -           | 34     | 4      |        |
| 2021-2022            | Nancy           | L2              | 14         | 1          | CF              | 5               | 1               | -                  | -                  | -                  | -           | -           | -           | 19     | 2      |        |
| Totale Nancy         | Totale Nancy    | Totale Nancy    | 59         | 7          |                 | 9               | 1               |                    | -                  | -                  |             | -           | -           | 68     | 8      |        |
| ott. 2022-2023       | Beroe           | 1L              | 14+1       | 3          | CB              | 0               | 0               | -                  | -                  | -                  | -           | -           | -           | 15     | 3      |        |
| 2023-2024            | Beroe           | 1L              | 31         | 8          | CB              | 2               | 0               | -                  | -                  | -                  | -           | -           | -           | 33     | 8      |        |
| Totale Beroe         | Totale Beroe    | Totale Beroe    | 45+1       | 11         |                 | 2               | 0               |                    | -                  | -                  |             | -           | -           | 48     | 11     |        |
| ago. 2024-2025       | Botev Plovdiv   | 1L              | 11         | 3          | CB              | 1               | 0               | UEL+UCoL           | 0+1                | 0                  | -           | -           | -           | 13     | 3      |        |
| Totale carriera      | Totale carriera | Totale carriera | 116+1      | 21         |                 | 12              | 1               |                    | 1                  | 0                  |             | -           | -           | 130    | 22     |        |